# دسته‌روی

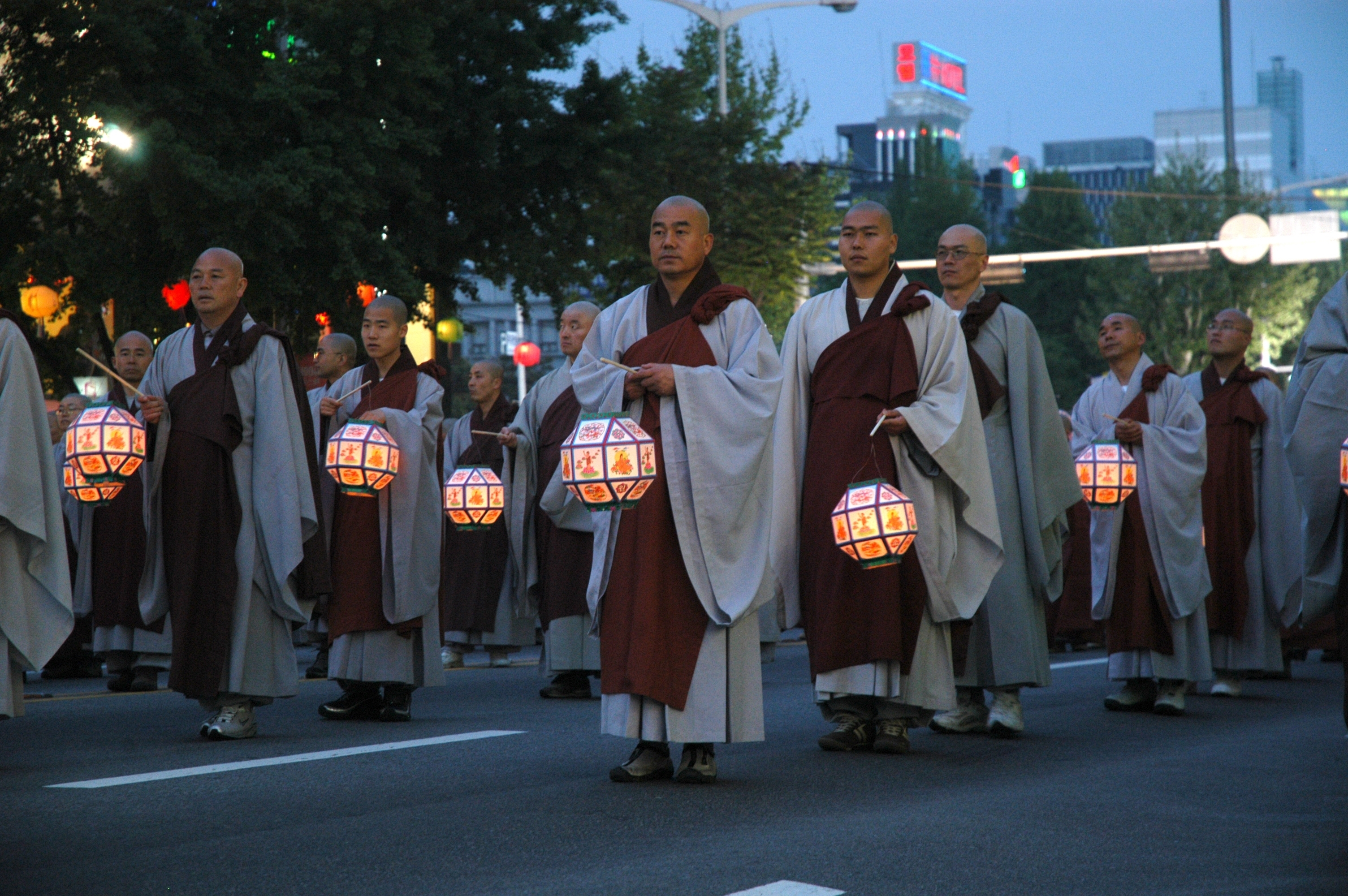
دسته‌روی به فراخور زادروز بودا در سئول.

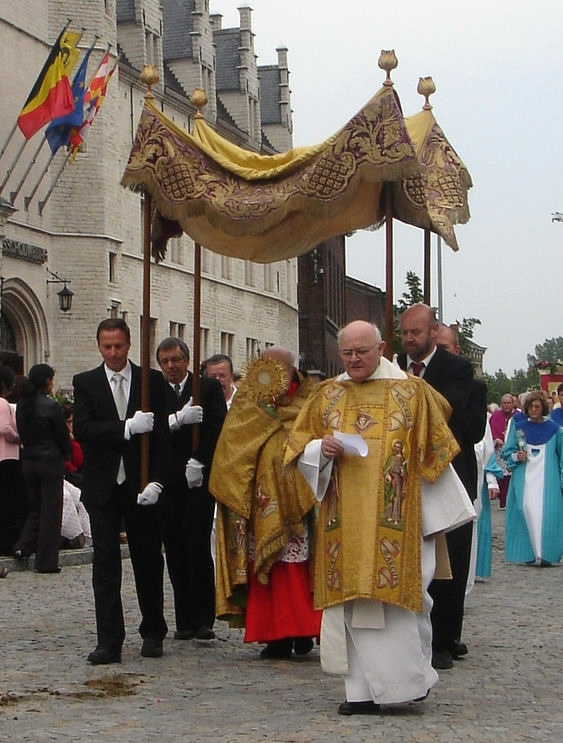
دسته‌روی در بلژیک با حمل نماد تن مسیح.

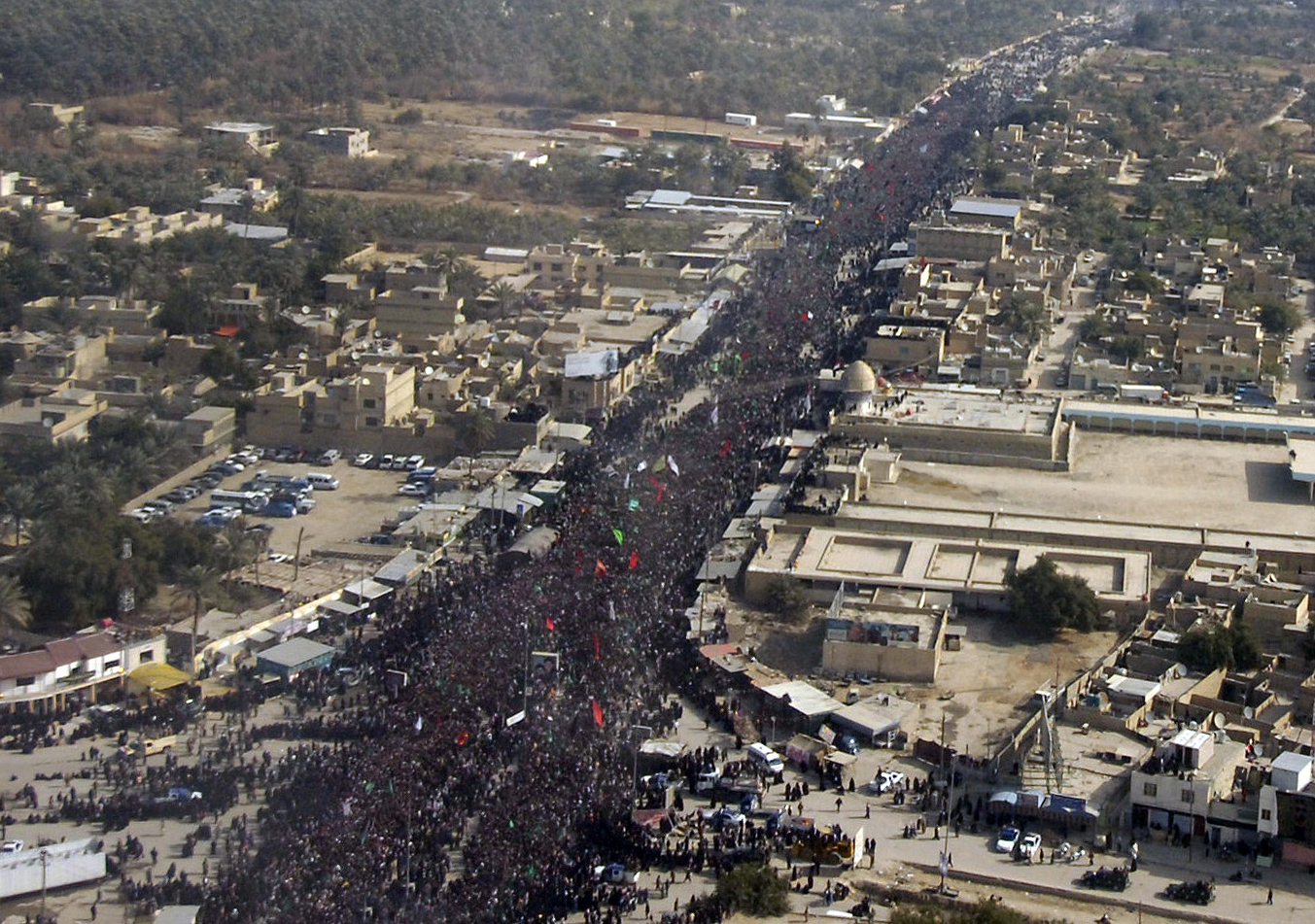
دسته‌روی عزاداران روز عاشورا در کربلا

به عمل حرکت دسته‌جمعی و سازمان‌دهی‌شده گروهی از مردم به منظور انجام آیینی دینی دسته‌رَوی می‌گویند. دسته‌روی می‌تواند بسته به دین، مربوط به صف مشایعین جنازه، دسته سینه‌زنان امام حسین، یا دسته‌روی به سوی قربانگاه برای قربانی کردن انسان یا حیوان در دین‌های باستانی باشد.
دسته‌روها معمولاً اشیایی مذهبی همچون عَلَم در مورد شیعه‌ها و آسمانه در مورد کاتولیک‌ها همراه خود دارند. شاخه‌های مختلف مسیحی دسته‌های مذهبی به‌راه می‌اندازند و برخی نماد تن مسیح و برخی دیگر شمایل یا صلیب‌هایی را به همراه خود می‌برند.